# Microceratina quadrata
Microceratina quadrata är en kräftdjursart som beskrevs av Swanson 1980. Microceratina quadrata ingår i släktet Microceratina och familjen Cytheruridae. Inga underarter finns listade i Catalogue of Life.